# 天主教聖馬丁教區
天主教聖馬丁教區（拉丁語：Dioecesis Foromartiniensis）是阿根廷一個羅馬天主教教區，屬布宜諾斯艾利斯總教區。
教區成立於1961年4月10日，包括布宜諾斯艾利斯省聖馬丁和二月三日縣。2004年有教友518,490人（佔轄區總人口70.0%）、卅七個堂區、九十二名司鐸。現任教區主教為威廉·羅德里格斯·梅爾加雷霍。